# Shankill Road
Shankill Road (de l'irlandais vieille église) est une des routes principales traversant le nord-ouest de Belfast, en Irlande du Nord, allant de Peter's Hill au centre-ville de Belfast jusqu’à Woodvale en banlieue.
Son nom évoque la communauté loyaliste protestante de la ville, tandis que la Falls Road voisine est majoritairement républicaine et catholique, séparée de Shankill Road par les Murs de la paix. Durant le conflit nord-irlandais le quartier était tristement célèbre pour ses évènements tragiques, comme les exactions des Shankill Butchers dans les années 1970 ou l'attentat de l'IRA dans un restaurant en 1993.

## Galerie

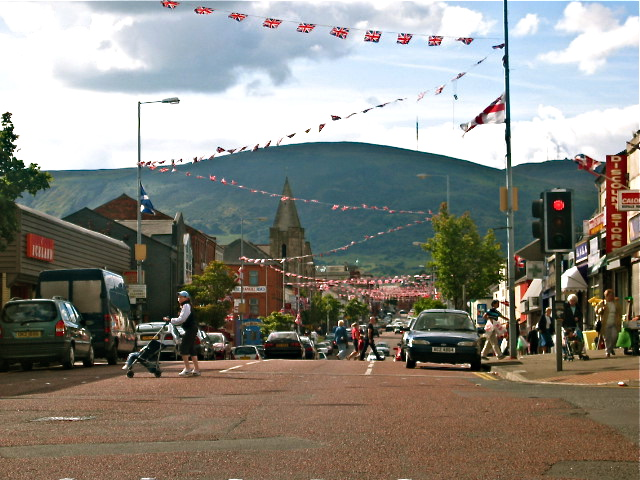
Vue de Shankill Road en direction de la banlieue

## Sources
- (en) Cet article est partiellement ou en totalité issu de l’article de Wikipédia en anglais intitulé « Shankill Road » (voir la liste des auteurs).